# Graphocephala lemniscata
Graphocephala lemniscata är en insektsart som beskrevs av Fowler 1900. Graphocephala lemniscata ingår i släktet Graphocephala och familjen dvärgstritar. Inga underarter finns listade i Catalogue of Life.